# Autoserica
Autoserica är ett släkte av skalbaggar. Autoserica ingår i familjen Melolonthidae.

## Dottertaxa tillAutoserica, i alfabetisk ordning[1]
- Autoserica adumana
- Autoserica alternans
- Autoserica angolana
- Autoserica annamensis
- Autoserica annectens
- Autoserica antennalis
- Autoserica atrata
- Autoserica australis
- Autoserica badia
- Autoserica barbata
- Autoserica benguellana
- Autoserica benigna
- Autoserica benuensis
- Autoserica bicolor
- Autoserica boeri
- Autoserica bomuana
- Autoserica bourgeoni
- Autoserica bredoi
- Autoserica brenskei
- Autoserica budjunguana
- Autoserica buruana
- Autoserica buruensis
- Autoserica caifensis
- Autoserica calicutensis
- Autoserica callosiventris
- Autoserica cambodjana
- Autoserica capeneri
- Autoserica ciliaticollis
- Autoserica cinchonae
- Autoserica clavata
- Autoserica clypealis
- Autoserica collarti
- Autoserica comata
- Autoserica concordans
- Autoserica confinis
- Autoserica congoensis
- Autoserica consimilis
- Autoserica cruralis
- Autoserica dahomeyensis
- Autoserica davaoensis
- Autoserica delagoana
- Autoserica denticrus
- Autoserica desaegeri
- Autoserica desquamata
- Autoserica desquamifera
- Autoserica dilatatipes
- Autoserica distinguenda
- Autoserica diversipes
- Autoserica dubia
- Autoserica ealana
- Autoserica elisabethana
- Autoserica epipleuralis
- Autoserica excisiceps
- Autoserica farsilis
- Autoserica fasciata
- Autoserica fasta
- Autoserica flabellata
- Autoserica flavescens
- Autoserica flaviventris
- Autoserica flavopicta
- Autoserica fluviatica
- Autoserica freudei
- Autoserica freynei
- Autoserica fucata
- Autoserica fucatella
- Autoserica fullonica
- Autoserica fulvicolor
- Autoserica fuscipes
- Autoserica gabonica
- Autoserica gallana
- Autoserica guinesis
- Autoserica haafi
- Autoserica ibemboana
- Autoserica insulicola
- Autoserica iridipes
- Autoserica iringana
- Autoserica iringensis
- Autoserica jokona
- Autoserica kamerunensis
- Autoserica kamerunica
- Autoserica kanseniae
- Autoserica keralensis
- Autoserica kigonserana
- Autoserica konduensis
- Autoserica kundelungu
- Autoserica laticrus
- Autoserica latipes
- Autoserica leopoldi
- Autoserica leplaei
- Autoserica liliputana
- Autoserica loangoana
- Autoserica lombokensis
- Autoserica longicornis
- Autoserica lubutensis
- Autoserica lucidula
- Autoserica lydenburgiana
- Autoserica madibirana
- Autoserica maritima
- Autoserica methneri
- Autoserica microchaeta
- Autoserica mombassana
- Autoserica monticola
- Autoserica montivaga
- Autoserica moseri
- Autoserica multimaculata
- Autoserica muscula
- Autoserica nasuta
- Autoserica neavei
- Autoserica nigromicans
- Autoserica nilgirana
- Autoserica nilgirensis
- Autoserica nitidior
- Autoserica obscurata
- Autoserica obscurifrons
- Autoserica opaca
- Autoserica opacula
- Autoserica opalescens
- Autoserica overlaeti
- Autoserica partula
- Autoserica permagna
- Autoserica perpendicularis
- Autoserica piceola
- Autoserica placida
- Autoserica plebeja
- Autoserica politzari
- Autoserica poonensis
- Autoserica poonmundi
- Autoserica proteana
- Autoserica pubescens
- Autoserica punctulata
- Autoserica pusilla
- Autoserica rhodesiana
- Autoserica richardi
- Autoserica rosettae
- Autoserica ruandensis
- Autoserica ruficeps
- Autoserica rufiventris
- Autoserica rufotestacea
- Autoserica rungweensis
- Autoserica runsorica
- Autoserica sagulata
- Autoserica sarawakensis
- Autoserica schwetzi
- Autoserica scutata
- Autoserica sedonensis
- Autoserica seminitens
- Autoserica senegalensis
- Autoserica seriata
- Autoserica sericina
- Autoserica servilis
- Autoserica setipes
- Autoserica setosiventris
- Autoserica sexflabellata
- Autoserica seydeli
- Autoserica similis
- Autoserica sinuaticollis
- Autoserica somalicola
- Autoserica srilanka
- Autoserica subcostata
- Autoserica sudanensis
- Autoserica sulcigera
- Autoserica suturalis
- Autoserica symmetrica
- Autoserica tessellata
- Autoserica tinanti
- Autoserica togoenis
- Autoserica tristis
- Autoserica ukamina
- Autoserica umbilicata
- Autoserica umbugwensis
- Autoserica usambarana
- Autoserica vanderijsti
- Autoserica wavuana
- Autoserica verhulsti
- Autoserica verticalis
- Autoserica vethi
- Autoserica vietnamensis
- Autoserica vrydaghi
- Autoserica zenkeri
- Autoserica zoutpaniana